# 迈克尔·佩斯金
迈克尔·爱德华·佩斯金（英語：Michael Edward Peskin，1951年10月27日—），出生于费城，美国理论物理学家。

## 教育经历
佩斯金本科就读于哈佛大学，1978年在康奈尔大学获得博士学位 ，导师是肯尼斯·威尔逊。1977年至1980年间，他在哈佛大学研究所担任初级研究员。

## 研究生涯
目前，佩斯金是SLAC国家加速器实验室理论小组的教授。2000年，他当选为美国文理科学院院士。
佩斯金是一本广泛使用的量子场论教科书的作者，该书出版于1995年，合著者是丹尼尔·施罗德。佩斯金也因提出佩斯金-竹内参数而知名。他撰写了许多受欢迎的评论文章，并且是在未来建设直线对撞机的提倡者。